# Aneddoto (genere letterario)
Un aneddoto è uno scritto generalmente più breve di un racconto, e contiene poca o nessuna trama. Il genere è stato inventato dopo il XVI secolo in Inghilterra, come risultato di un crescente interesse pubblico nelle descrizioni realistiche di luoghi esotici. Il termine è stato usato più propriamente nel tardo XIX secolo.

## Stile
Un aneddoto è principalmente descrittivo, di luoghi (aneddoto di viaggio) o di persone. Scrittori di aneddoti come Washington Irving usavano l'artista come modello. Un aneddoto può contenere poca o nessuna trama, descrivendo invece impressioni di persone o luoghi, ed è spesso informale.
Nel XIX secolo, gli aneddoti erano spesso pubblicati in riviste, prima di perdere il favore del pubblico. Queste storie possono concentrarsi su momenti specifici, lasciando al lettore il compito di immaginarsi gli eventi che hanno portato a quel punto e di domandarsi quali altri eventi seguiranno. Scrittori da Sherwood Anderson a John Updike usano questa forma. In breve, un aneddoto punta ad essere "suggestivo più che esplicito".

## Uso moderno
Nell'uso moderno, il termine "racconto breve" è spesso usato come sostituto di "aneddoto". Racconti estremamente brevi vengono anche chiamati flash fiction o microfiction.

## Famosi scrittori di aneddoti
- Anton Čechov[3] (1860–1904).
- Washington Irving (1783–1859).
- Ernest Hemingway (1899–1961).
- James Agee (1909–1955).
- Henry Lawson[3] (1867–1922).
- Saki (1870–1916).
- Saadat Hassan Manto (1912–1955).